# 1817 v dopravě
Tento článek obsahuje seznam událostí souvisejících s dopravou, které proběhly roku 1817.

## Události
- 1. června – Český konstruktér a vynálezce Josef Božek předvedl široké veřejnosti na Vltavě v Praze první parní loď.
- 5. června – Na Velká jezera byl spuštěn první parník Frontenac.
- 12. června – Vynálezce jízdního kola Karl Drais podnikl v Mannheimu první jízdu na své „drezíně“.